# IL-2 Sturmovik
IL-2 Sturmovik（IL-2 シュトルモヴィク）は、Oleg Maddoxを中心とするロシアの1C Maddox Gamesを開発元（後述のBirds of Preyは除く）、Ubisoft Entertainment SAを販売元とする第二次世界大戦が舞台のコンバットフライトシミュレーションゲームシリーズの総称。

## IL-2 Sturmovik
シリーズ第一作「IL-2 Sturmovik」は2001年10月にリリースされた。ソ連軍、ドイツ軍、アメリカ軍の31種の機体が収録され、マップ・ミッションとしてはドイツ対ソ連の東部戦線が収録されていた。「IL-2 Sturmovik」の基本的ゲームシステムは、その後のバージョンアップでも引き継がれている。
「IL-2 Sturmovik」はそのリアリティの高い飛行操縦特性、正確な機体3Dモデリング、美麗なグラフィックなどが強く支持され、熱烈にコミュニティに迎えられた。
また機体の表面のグラフィックとなるテクスチャを、「スキン」としてプレイヤーが自由に絵柄を描いて追加・着せ替えできるシステムが採用されており、デフォルトのグラフィックのほかに史実上のエースが搭乗した機体の迷彩図案を作成して飛ぶこともできた。ユーザーコミュニティではスキンの作成・交換が活発に行われた。
開発チームも「IL-2 Sturmovik」の人気に応え、航空機、車両、艦船を追加するアドオンのプロジェクトを進めていた。

## IL-2 Sturmovik: Forgotten Battles
2003年3月に続編である「IL-2 Sturmovik: Forgotten Battles」がリリースされた。20個のシングル・ミッション、10個のダイナミック・キャンペーン、新しいフライアブル機体30機種、新しいAI専用機体23機種を追加したこのタイトルは、ロシア国内で65万本以上、ワールドワイドで60万本以上を販売した（なお、Forgotten Battles以降のバージョンアップは、アドオンまたはマージ・インストール可能であって上位互換性が維持されたが、シリーズ前作「IL-2 SturmovikとForgotten Battles」は内容的には重複する）。
「Forgotten Battles」には完全日本語化されたバージョンも存在し、日本国内で販売された。
2004年2月、西部戦線マップや追加機体を収録したIL-2 Sturmovik: Forgotten Battles用拡張パック「Ace Expansion Pack」をリリース。
この拡張パックにはドイツ軍のロケット機Me163や実用化前の無尾翼ジェット機ホルテン Ho229、多数のアメリカ軍機（P-51ほか）、また少数の日本軍機（A6M2やKi-84）が収録された。

## IL-2 Sturmovik PACIFIC FIGHTERS
2005年には太平洋戦域の機体とマップを収録した「IL-2 Sturmovik PACIFIC FIGHTERS」が発売された。これはスタンドアローンとしても動作するが、拡張パックとしても導入可能な体裁をとった。
この「IL-2 Sturmovik PACIFIC FIGHTERS」において、零戦の各タイプや一式陸上攻撃機、隼など日本人に馴染み深い機体も多数登場した。空母を用いた発艦・着艦の概念も取り入れられ、日米の空母戦を行うことが可能となった。
また「IL-2 Sturmovik PACIFIC FIGHTERS」までの全パックを詰め合わせた「IL-2 Sturmovik COMPLETE EDITION」も発売された。

## IL-2 Sturmovik 1946
2007年6月に発売された。
これまでのマップ・ミッション・機体をすべて収録している。
「第二次世界大戦が1946年まで続いていたら」というコンセプトのもとにP-80シューティングスターやMiG-9といった実在ジェット戦闘機、ドイツ軍の実戦参加に至らなかった機体などが追加収録されている。フライアブル機体数は200機以上、さらにAI専用機体数が約100機というボリュームとなった。
ゲームエンジンやグラフィックは微調整されたりテクスチャ密度がアップされた以外、シリーズ第一作「IL-2 Sturmovik」のものを引き続き利用していたが、ソフトウェアとしての互換性は完全に断ち切られており、いままでのバージョンのマルチプレイに参加したいといった場合は「IL-2 Sturmovik 1946」では参加不可能で過去のバージョンを購入する必要がある。
「IL-2 Sturmovik 1946」では日本語版は発売されず、ソフト内の言語は英語で日本語訳説明書が添付されたバージョンが日本国内販売された。尚、「IL-2 シュトルモヴィク 日本語版」なる商品も販売されていたが、単なる日本語マニュアル付属なのか作品本体も日本語化されているのか詳細は不明である（調査中）。
好評価を得た本作品の発表を機に、「IL-2 Sturmovik」シリーズはPC向け第二次世界大戦コンバットフライトシミュレータとして唯一の定番の地位を築いたとされている。
この「IL-2 Sturmovik 1946」は2012年時点でも年一回ペースでのバージョンアップパッチ提供が継続されており、計器を用いた盲目着陸などの新機能実装、フリッツX誘導爆弾などの新兵器実装、まったくの新機体追加、機体強度のリアリティ向上、AIの挙動のリアリティ向上などが行われている。
また後述の「IL-2 Sturmovik : Cliffs of Dover」が発売された後も、「IL-2 Sturmovik 1946」のバージョンアップは継続するとコメントされており、2012年2月にバージョンアップが行われた。
現在、DVD-ROM版より安価にSteamなどでオンラインダウンロード販売も行われるようになった。（日本国内からも購入・プレイが可能）

## IL-2 Sturmovik: Cliffs of Dover
2011年3月に発売された「IL-2 Sturmovik : Cliffs of Dover」は、ゲームシステム・シミュレータ・グラフィックスすべてをゼロから作り直した完全新作で、2011年レベルに相応しいクオリティとなっている。その分だけプレイに必要なPCのCPUやグラフィックス性能も高いものが求められ、普及価格帯のPCでは満足なプレイが不可能とされている。
タイトルのとおり1940年～41年にかけてドイツ空軍によって行われたイギリス空襲いわゆる「バトル・オブ・ブリテン」を舞台としたゲーム内容となっており、収録されている機体はドイツ軍・イタリア軍・イギリス軍から31機種のみ(うちプレイヤーが操縦可能なものは17機)となっている。またマップも「フランス北部」および「ドーバー海峡からロンドン上空にかけての空域」限定となっている。
開発途上では「IL-2 Sturmovik」シリーズを名乗らない予定だったが、最終的に「IL-2 Sturmovik」後継作品に位置づけられるこのタイトルがつけられて発売された。このため発売時点では、（本作品名としても採り上げられている）ソ連空軍機体「IL-2 シュトゥルモヴィーク」が作中に一切登場しない。
2011年3月のインターナショナル英語版発売開始当初は日本国内向けの発売が決定されておらず、日本においてはSteamにてダウンロード購入してプレイすることのみが可能であった。2011年5月のインターナショナル英語版DVD-ROMの発売にともない、並行輸入のDVD-ROM版も日本の店頭で販売が開始された。2011年7月末、e frontierより日本語訳説明書付き英語DVD-ROM版の日本国内販売が開始された。
無料パッチ、あるいは有料拡張パックで機体の追加やマップの追加が継続して行われていく場合、将来的には「IL-2 Sturmovik : Cliffs of Dover」にて零戦の様な日本機も追加機体として加わる可能性が期待されている。
2011年12月までの間に6度ほどのアップデートパッチ配布があったが、この時点でも致命的なバグが多数見受けられたり、グラフィックスアルゴリズムが劣悪で処理に無駄が多すぎるなどの問題点が解消されず、市場における本作品の評価を大いに下げてしまった。
2017年12月15日、起動すら出来ない等の致命的な欠陥を解決した改良版「IL-2 Sturmovik: Cliffs of Dover Blitz Edition」がSteam版「IL-2 Sturmovik : Cliffs of Dover」購入者全員に対してSteam上で無償提供開始されている。

## IL-2 Sturmovik Birds of Prey
コンシューマ機（PS3、Xbox 360、PSP、DS）向けに2009年9月8日に発売されたコンバットフライトシミュレータゲーム。国内未発売。
ただし前述の「IL-2 Sturmovik・1946・Cliffs of Dover」とは開発元が異なるGaijin Entertainmentである。
飛行シミュレータエンジンもグラフィックスエンジンもPS3とXbox 360、PSP、DSでは異なる。
家庭用ゲーム機版では登場機体数は減少しており操縦可能機であってもコクピット再現が異なる。
本作にはいくつかの派生作品があるが、そのいずれもIL-2の名前は冠されていない。

### 蒼の英雄 Birds of Steel
本作から派生した続編として2012年3月8日に発売された。同じくコンシューマ機（PS3・Xbox 360）用のみ開発・販売されている。

### ウィングス オブ プレイ
本作をPC向けに移植したもの。

### War Thunder
本作からの派生作品。F2Pの無料オンラインゲーム。
航空機の他に、戦車などの戦闘車両やヘリコプター、艦艇も使用できる。実装車両数ではギネス世界記録に認定されており、登場する兵器は二次大戦前から現代に至るまで幅広く実装されている。
PC版とPS4版、XBOX版があり、クロスプラットフォームに対応している。

## IL-2 Sturmovik: Battle of Stalingrad
2014年10月23日に発売された。Steam版公式HP